# Gamanthus
Gamanthus é um género botânico pertencente à família Amaranthaceae.

## Espécies
- Gamanthus commixtus
- Gamanthus ferganicus
- Gamanthus gamocarpus
- Gamanthus kelifi
- Gamanthus leucophysus
- Gamanthus ovinus
- Gamanthus pilosus